# Михаил (Шиляк)
Епископ Михаил (серб. Епископ Михаило, в миру Милан Шиляк, серб. Милан Шиљак; 1873, Поблаче — 25 августа 1928, Призрен) — епископ Сербской православной церкви, епископ Рашско-Призренский.

## Биография
В 1894 году окончил Духовную семинарию в Релеве. В 1899 году окончил Казанскую духовную академию со степени кандидата богословия с правом преподавания в семинарии и в том же году вернулся на родину.
С октября 1899 по 1 июля 1903 года служил учителем Призренской духовной семинарии, где преподавал богословские предметы, кроме того исполнял должность воспитателя и был членом просветительского совета Рашско-Призренской епархии. С этого же времени начинается его интенсивная и заметная просветительского-патриотическая работа.
26 августа 1905 года был рукоположён в сан диакона, а 29 августа того же года — в сан пресвитера.
Затем был профессором Гимназии в Белграде, после чего служил в Шабаце и Валеве. После того как часть Македонии в 1912 году отошла к Сербии, с большим воодушевление предлагают свои услуги и быть в 1913 году был назначен профессором в Велесе.
В 1918 году сразу же после возвращения Македонии под контроль Сербии был возведён в сан архимандрита и назначен администратором (временным управляющим) Скоплянской епархии.
17 ноября 1920 года решением Архиерейского собора избран епископом Рашско-Призренским. 30 ноября того же года состоялась его епископская хиротония.
Скончался 25 августа 1928 года в Призрене. Похоронен возле старой призренской церкви святого Великомученика Георгия.